# Assia Ahhatt
Assia Ahhatt (in ucraino Ассія Ахат?, Assija Achat), pseudonimo di Inessa Assija Juriïvna Balenko (in ucraino Інесса Ассія Юріївна Баленко?; Kiev, 3 giugno 1955), è una cantante e violinista ucraina, Artista Onorata dell'Ucraina.

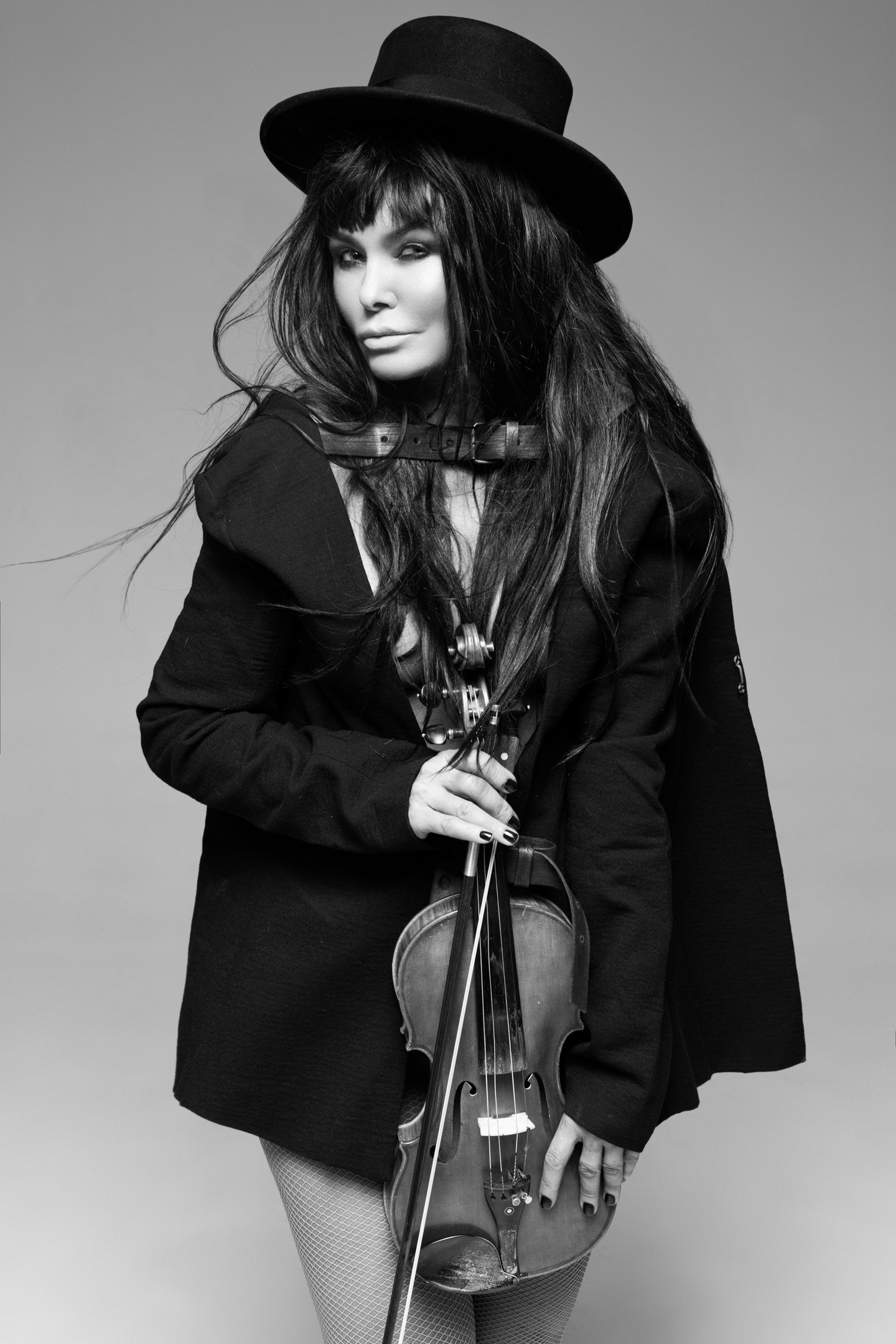
Assia Ahhatt

La Ahhatt ha ottenuto riconoscimento universale nel 2013 con il suo primo singolo di successo negli Stati Uniti "If Only Tonight". Lo spettacolo del concerto PBS del 2019 della Ahhatt "A Music Extravaganza", registrato dal vivo all'Opera Nazionale dell'Ucraina, è andato in onda da giugno 2019 fino all'inizio del 2020.

## Primi anni e formazione
Assia Ahhatt è nata a Kiev. Si è laureata al Glier College of Music e all'Accademia Nazionale di Musica, entrambi situati a Kiev, in Ucraina. Dopo la laurea, ha completato uno stage presso l'Accademia di musica di Nizza, Francia (Academie de musique de Nice).

## Carriera
Già prodigio del violino all'età di cinque anni, la Ahatt ha vinto numerosi concorsi europei ed è stata tra i più giovani solisti di sempre della Filarmonica Nazionale dell'Ucraina.
La prima pubblicazione come solista, Homo Novus, risale al 1999 e ha introdotto la sua musica strumentale in stile classico preferita nei suoi arrangiamenti, seguita da una tournée nelle principali città degli Stati Uniti. Il singolo è apparso in numerose classifiche statunitensi, tra cui Hot Single Chart di Billboard (n. 6 nella Classifica single di Billboard del 2014).
Nel 2002 la Ahhatt ha trasformato la propria voce imparando a cantare e ha firmato contratti con la EMI records (Polonia) e poi con la Universal Poland, dove ha registrato il duetto "Where Are You Now?" con l'attore hollywoodiano di origine polacca Bogusław Linda, che ha anche recitato nel video. La canzone è stata un successo immediato in Europa.
Nello stesso anno ha firmato un contratto con la Universal/Ukrainian Records, che ha pubblicato l'album "Tebe, Anais" (Per te, Anais).
L'album Chocolad è stato pubblicato nel 2003, mostrando il suo fascino assoluto con canzoni eseguite in russo, polacco e francese.
Nel suo album del 2005 "Душа болела" (L'anima fa male), la Ahhatt ha incluso un'esibizione vocale di Dreams in un linguaggio auto-creato che solo lei conosce.
Nel 2005 Ahhatt ha co-fondato il gruppo musicale 69, espandendo il suo ruolo a produttore e cosceneggiatore. Gli album del gruppo "Горячий поцелуй" (Bacio caldo) e "I Like It" sono stati pubblicati nel 2006.
Il 2007 ha visto la Ahhatt pubblicare un altro album come solista, "Я лучшая" (Sono il migliore), seguito da "Ангелы не курят" (Gli angeli non fumano).
Nel 2011 ha rivolto la sua attenzione creativa alla musica moderna per violino e ha registrato il suo singolo di debutto statunitense in vetta alle classifiche "If Only Tonight". La registrazione ha ricevuto il riconoscimento da DRT National Airplay nelle categorie Indie, R&B e Hip Hop, raggiungendo il 6º posto nella classifica dei singoli di Billboard, oltre ad essere stata inserita nella National Dance Club Chart per diverse settimane. Un remix del DJ Ralphi Rosario è stato un successo nei dance club e nelle discoteche degli Stati Uniti ed è stato nella classifica dei dance club nazionale di Billboard per diverse settimane consecutive.
Dopo il successo di "If Only Tonight", la Ahhatt ha rivolto la sua attenzione al sound latino, collaborando con il rapper portoricano Wisin per registrare Fiesta a San Juan, un numero di danza dinamico e bilingue con un imponente assolo di violino. Entrambi gli artisti appaiono nel popolare video della canzone, che è stato girato a Old San Juan e prodotto e diretto da Jessy Terrero. Fiesta in San Juan è entrato nella classifica tropicale latina di Billboard e il remix si avvicina alla Top 10 della classifica dei dance club nazionale di Billboard.
L'evoluzione della Ahhatt è continuata trasformandola in una performer pop che usa sia il suo violino che la sua voce. Il pluripremiato Disco singolo, prodotto da Dmytro Monatyk di Chilibisound, è stato pubblicato nel 2016, e nell'aprile 2017 Assia ha lanciato il suo singolo "Переплетает" davanti al pubblico nella sua città natale di Kiev. Il suo singolo successivo è stato "You Will Miss Me" del 2017, registrato alla Hit Factory Criteria di Miami e prodotto da Luny Tunes.
L'artista considera il suo album del 2018 "All In" uno dei più grandi successi della sua carriera, registrato con la sua etichetta Seize the Day Entertainment in collaborazione con il vincitore del 16° Grammy Humberto Gatica, che ha anche prodotto l'album e lo spettacolo del programma PBS della Ahhatt A Music Extravaganza. I 13 successi internazionali di All In presentano gli assoli di violino di Assia, accompagnati da un'intera orchestra.
Assia Ahhatt è apparsa con alcune icone della musica tra cui Robert Plant, Mark Knopfler, Jean-Luc Ponty, Pierre Blanchard, Kurt Elling e Chris Botti ed ha lavorato con il compositore musicale Éric Serra. Registra nei migliori studi europei e nei Westlake Studios di Los Angeles, in California.

## Videografia
Il concerto della PBS di Assia "A Music Extravaganza" è stato registrato dal vivo all'Opera Nazionale dell'Ucraina, diretto dal produttore Gene Bortnick. Lo spettacolo è stato un enorme successo nelle trasmissioni nazionali (da giugno 2019 a inizio 2020).

## Discografia
1. 1999 — Homo Novus[4]
2. 2002 — To You, Anais
3. 2003 — Chocolate
4. 2005 — Soul Hurts
5. 2006 — Hot Kisses, I Like It
6. 2007 — I Am the Best
7. 2010 — Angels Don't Smoke
8. 2013 — If Only Tonight
9. 2014 — Fiesta in San Juan
10. 2016 — Disco
11. 2017 — You Will Miss Me, Perepletaet, All-In
12. 2019 — A Music Extravaganza (Concerto e album dal vivo)
13. 2020 — A Date at the Movies